# みやもとゆう
みやもと ゆうは、 日本の漫画家

## 経歴・特徴
主として、『COMICポプリクラブ』誌で活躍していた。
好きなものは、兄妹・めがね。小学生の頃から漫画オタクで、暇さえあればキャラ絵を模写していた。商業誌デビューのきっかけはスカウトで、それまでほとんど18禁漫画を描いたことがなく、勝手が分からずに当時の担当からリテイクの嵐をくらっていた。S系男子がMっ気のあるヒロインをいじめるシチュエーションが多い。何があっても主人公に好意を示してくれる女の子が好きなので、言葉攻めになってしまうという。何を言っても許してくれるけなげで可愛い女の子が好みである。
そのほか、男装の女性を描くのに苦慮している。
休刊直前まで、『ポプリクラブ』の有力な主軸作家であった。

## 作品

### 読み切り
※  特記のないものは『COMICポプリクラブ』に掲載。
- 極上!バイトタイム  2004年3月号
- あたたかな病室  2004年4月号
- いぢめないでね♡  2004年6月号
- Pure  2004年7月号
- メイドさんのHappyDiary 2004年9月号
  - メイドさんのHappyDiary2 2004年10月号
- にゃんニャンしましょ✩ 2004年11月号
- お嬢様攻略法。 2004年12月号
- めがねっ娘の悩みごと 2005年1月号
- つよがりの恋。 2005年2月号
- Doll 2005年3月号
- ±（プラスマイナス）30cm  2005年5月号
- not…but～ 2005年6月号
- やまとなでしこ 2005年7月号
  - やまとなでしこ2 2005年9月号
- 知ってること知らないこと 2005年10月号
- タイムリミット 単行本『いぢめないでね♥』描き下ろし
  - がんばる若奥様♥ 2005年12月号
- わがままsister 2006年1月号
- Promise 2006年2月号
- ただいま修行中♥（It is under practice now!）2006年3月号
- ハートの女王様  2006年4月号
- 神社のお狐様(うちのおきつねさま) 2006年5月号
- Secret Heart 2006年6月号
- 君にアプローチ 2006年7月号
- 一日だけの恋人 2006年8月号
- 院内恋愛スケジュール 2006年9月号
- 天下無双な彼女  2006年11月号
- ドキドキ宅配便♥  2006年12月号
- 魔法少女まじかるリリイ☆  2007年1月号
- 喫茶店で会いましょう 2007年2月号
- 猫かぶりのホンネ 2007年3月号
- ナイショのカラダ♥  2007年4月号
  - ナイショのカラダ♥2  2007年5月号
- 格闘乙女  2007年6月号
- HAPPY WORK!  2007年7月号
- おねだりの順番  2007年8月号
- 部長の研究報告  2007年9月号
- お泊まりしようか?  2007年10月号
- 女王様と下僕の日常  2007年12月号
- 彼女がホントに好きなもの  2008年1月号
- 癒しのマドンナ  2008年2月号
  - 癒しのマドンナ2  2008年3月号
- Hypnotism 2008年4月号
- 悩んだ時はお勉強  2008年5月号
- ラップタイム  2008年6月号
- 僕の恋人  2008年7月号
- お仕事させてっ  2008年8月号
- ヒロインしない?  2008年9月号
- 乙女ゴコロ♥  2008年10月号
- ウタヒメ～彼女のサプリ～  2008年12月号
- 保健室で待ち合わせ  2009年1月号
- ポチ｡   2009年2月号
- A to Z  2009年4月号
- ホントの言葉  2009年5月号
- 敗者の契約  2009年6月号
- CAFE Milk&Honey  2009年7月号
- 大願成就は神頼み  2009年8月号
  - 続 大願成就は神頼み  2009年11月号
- 狙いうち!  2009年9月号
- 日進月歩♥  2009年10月号
- ふわふわStudy  2010年1月号
- Coach!  2010年3月号
- Queen  2010年4月号
- ワンステップ  2010年6月号
- げっちゅ!  2010年7月号
- 乙女保管計画  2010年8月号
- プリティ♥ダーリン  2010年9月号
- お願いきいてっ  2010年10月号
- ハーベスト  2010年11月号
- 教育開始っ!  2010年12月号
- Kiss of thanks!  2011年1月号
- The reward is ABC  2011年2月号
- ヒミツの楽しみ♥  2011年5月号
- 鬼嫁サプライズ★  2011年6月号
- ペナルティ  2011年8月号
- 亭主関白プロジェクト☆  2011年9月号
- ヒミツの視線  2011年10月号
- ツタエルキモチ  2011年11月号
- 憑いてますヨ?  2011年12月号
- ツタワルネガイ  2012年1月号
- リカイノレベル  2012年2月号
- 嗜好なお手伝い♥  2012年3月号
- 月下でランチ  2012年4月号
- ネトラレ防止!!  2012年8月号
- 泳ぎに行こうよ  2012年9月号
- 甘えんぼの誘惑♥  2012年10月号
- 小さな恋心 2012年11月号
- あくとれす! 2012年12月号
  - じぇらしぃ! 2013年3月号
- ウサギ彼氏とオオカミ彼女 2013年1月号
- * オオカミ彼女とおあずけタイム 2013年2月号
- 恋人時間は内密に 2013年4月号
- おしゃれデート 2013年5月号
  - おしゃれトレーニング 2013年6月号
- つうかあ 2013年7月号
- オトナだもんっ 2013年10月号
- 副会長の務め 2013年12月号
  - 生徒会長のコラム 2014年1月号
- コミュ障ちゃんのStep Up 2014年2月号
- デートしたいな♥ 2014年3月号
- 頑張りも程々に 2014年4月号
- 萌えポイント 2014年5月号
- 恋占いとすれ違い心 2014年6月号
- 恋愛協力者 2014年7月号
- 束縛マゾヒストのしつけ♥ 2014年9月号
- デザインイメージ 2014年10月号
- 王様命令っ! 2015年2月号
- 本日もスポーツクラブへ。 2015年3月号
- 30↑↓ 2015年4月号
- キューピッドの気持ち 2015年5月号
- 予想外Travel 2015年7月号
- ゼンリョクオトメ 2015年8月号

### 単行本
- 『淫芯』司書房(1999年4月発売)
- 『あいどる×あいどる』司書房（2002年11月9日発売）
- 『いぢめないでね♥』晋遊舎、晋遊舎コミックス、（2005年11月）
  - 『いぢめないでね♥』新装版、マックス 、ポプリコミックス(2007年10月26日発売)
- 『おいしくたべてね♥』晋遊舎、晋遊舎コミックス、（2006年9月29日発売）
  - 『おいしくたべてね♥』新装版、マックス、ポプリコミックス（2009年2月26日発売）
- 『いっぱいしたいの♥』マックス、ポプリコミックス（2007年12月）
- 『ギュッてしてね♥』マックス、ポプリコミックス（2008年10月24日発売）
- 『えむ♥かの』マックス、ポプリコミックス（2009年11月26日発売）
- 『おねだり上手ッ♥』マックス、ポプリコミックス（2011年3月24日発売）
- 『恋人調教計画進行中』マックス、ポプリコミックス（2012年4月26日発売）
- 『完全服従カノジョ。』マックス、ポプリコミックス（2013年8月22日発売）
- 『発情乙女カタログ』マックス、ポプリコミックス （2014年10月23日発売)